# Дружба (зупинний пункт, Львівська залізниця)
Дру́жба — пасажирський залізничний зупинний пункт Івано-Франківської дирекції Львівської залізниці.
Розташований на південній околиці села Черніїв, Тисменицького району, Івано-Франківської області на лінії Івано-Франківськ — Делятин між станціями Братківці (1,5 км) та Хриплин (6,5 км).
Станом на лютий 2019 року щодня дві пари дизель-потягів прямують за напрямком Рахів/Яремче — Івано-Франківськ.